# Christian von Maltzahn
Gerd-Christian (Gerardo Cristian Federico) von Maltzahn (Buenos Aires, 28 de enero de 1956 - Kremmen, Berlín, 3 de abril de 1997) fue uno de los principales activistas LGBT del movimiento de liberación LGBT de Alemania en la década de 1970.
Sus padres fueron Bernd barón von Maltzahn (Vanselow) y Waltraut von Hagen. En 1960, la familia se trasladó a Cuxhaven, en Alemania. A partir de 1976 vivió en Berlín, donde estudió Derecho y realizó sus actividades a favor de la emancipación LGBT dentro del Homosexuelle Aktion Westberlin (HAW), donde participó en la acción Wir sind schwul. 682 Männer outen sich. («Somos maricones. 682 hombres salen del armario.»).
En noviembre de 1978 fundó junto con Peter Hedenström, Michael Keim y Lothar Lang, la primera librería LGBT de Europa, Prinz Eisenherz, y, con Annick Yaiche, la empresa Buchimport Y&M, de importación de libros. En 1981 fundó junto con Bruno Gmünder la Editorial Bruno Gmünder; en 1982, con Theo Düppe, Michael Föster y Bruno Gmünder, la revista mensual gay TORSO; en 1983, junto con Annick Yaiche, la librería Romanische Buchhandlung en Berlín.
Desde 1984 trabajó de traductor de literatura del inglés y el francés al alemán. Murió el 3 de abril de 1997 de sida.

## Publicaciones
- Bruno Gmünder, Christian von Maltzahn: Berlin von hinten . Lese- und Reisebuch für Schwule, Gays und andere Freunde. Gmünder, Berlín 1981, ISBN 3-9800578-0-1
- Charles Silverstein, Edmund White: Die Freuden der Schwulen. Traducido y revisado por Gerd-Christian von Maltzahn. Gmünder, Berlín 1984., ISBN 3-924163-02-2. Título original: The Joy of Gay Sex
- Andrew Holleran: Tänzer der Nacht. Traducido por Gerd-Christian von Maltzahn. Gmünder, Berlín 1985, ISBN 3-924163-06-5. Título original: Dancer from the dance.
- Christian Pierrejouan: MS. Traducido por Gerd-Christian Gerd-Christian von Maltzahn. Gmünder, Berlín 1983, ISBN 3-9800578-6-0
- Andrew Holleran: Nächte auf Aruba. Traducido por Gerd-Christian von Maltzahn. Droemersche Verlagsanstalt Knaur, München 1986, ISBN 3-426-01363-0
- Denis Smadja: Positiv leben. Ratgeber für HIV-Positive, ihre Freunde und Familie. Traducido por Gerd-Christian von Maltzahn. Gmünder, Berlín 1993, ISBN 3-86187-003-7